# 鶴ヶ島市立藤中学校
鶴ヶ島市立藤中学校（つるがしましりつ ふじちゅうがっこう）は、埼玉県鶴ヶ島市藤金にある公立中学校である。1979年4月1日に開校した。

## 沿革
- 1979年（昭和54年）4月1日 - 鶴ヶ島町立鶴ヶ島中学校の生徒急増により、鶴ヶ島町立藤中学校として開校。
- 1979年（昭和54年）4月9日 - 開校式
- 1979年（昭和54年）11月15日 - 校旗・校歌・開校記念日制定
- 1981年（昭和56年）4月1日 - 学区分離（鶴ヶ島町立富士見中学校に129名移動）
- 1981年（昭和56年）7月31日 - プール完成
- 1985年（昭和60年）4月1日 - 学区分離（鶴ヶ島町立南中学校に152名移動）
- 1988年（昭和63年）1月15日 - 創立10周年記念式典
- 1991年（平成 3年）9月1日 - 市制施行により鶴ヶ島市立藤中学校と改称
- 1994年（平成 6年）1月20日 - 校庭全面改修
- 1996年（平成 8年）9月30日 - さわやか相談室設置工事
- 1997年（平成 9年）8月29日 - 職員室空調設置工事
- 1998年（平成10年）8月31日 - 体育館床改繕工事
- 1998年（平成10年）11月13日 - 創立20周年記念式典
- 2004年（平成16年）4月1日 ~ 2005年（平成17年）3月31日 - 2学期制実施
- 2008年（平成20年）11月1日 - 創立30周年記念式典

## 部活動
- 野球
- サッカー
- ソフトボール
- 陸上競技
- 男子テニス
- 女子テニス
- 男子バスケ
- 女子バスケ
- 男子卓球
- 女子卓球
- バレーボール
- 剣道
- 吹奏楽
- 美術
- 技術・学芸

## 交通アクセス
- 東武鉄道東武東上本線若葉駅

## 出身有名人
- 名倉雅弥（元陸上競技選手）埼玉県立坂戸西高等学校→法政大学。高校在学時に1987年世界陸上競技選手権大会に現役高校生ながら、400mリレーの3走として出場[1]
- 東條文治（名古屋芸術大学人間発達学部准教授）主な著作「最新地球史がよくわかる本」
- 櫻井淳子（女優）
- 島崎遥香 (元AKB48、女優)
- ハッピーエンド （お笑いコンビ）[2]
  - 田中慎之介
  - 山本譲城